# Jean-Jacques Marcel
Jean-Jacques Marcel (Brinhòla, 13 de juny de 1931 - 3 d'octubre de 2014) fou un futbolista francès.

## Selecció de França
Va formar part de l'equip francès a la Copa del Món de 1954 i 1958.